# Rangen
 Rangen (en alsacià Rànge) és un municipi francès, situat a la regió del Gran Est, al departament del Baix Rin. L'any 2004 tenia 151 habitants. Limita al nord-est amb Zeinheim i Willgottheim, al sud-oest amb Hohengœft, i al nord-oest amb Zehnacker i Knœrsheim.
Forma part del cantó de Saverne, del districte de Molsheim i de la Comunitat de comunes de la Mossig i del Vignoble.

## Demografia
| 1962 | 1968 | 1975 | 1982 | 1990 | 1999 |
| ---- | ---- | ---- | ---- | ---- | ---- |
| 140  | 148  | 141  | 154  | 149  | 143  |

## Administració
| Període | Identitat        | Partit |
| ------- | ---------------- | ------ |
| 2001-   | Marcel Schneider |        |